# Podence e Santa Combinha
Podence e Santa Combinha (oficialmente: União das Freguesias de Podence e Santa Combinha) é uma freguesia portuguesa do município de Macedo de Cavaleiros, com 19,46 km² de área e 258 habitantes (censo de 2021). A sua densidade populacional é 13,3 hab./km².

## História
Foi criada aquando da reorganização administrativa de 2012/2013,  resultando da agregação das antigas freguesias de Podence e Santa Combinha.

## Demografia
A população registada nos censos foi:
| Distribuição da População por Grupos Etários | Distribuição da População por Grupos Etários | Distribuição da População por Grupos Etários | Distribuição da População por Grupos Etários | Distribuição da População por Grupos Etários | Distribuição da População por Grupos Etários |
| -------------------------------------------- | -------------------------------------------- | -------------------------------------------- | -------------------------------------------- | -------------------------------------------- | -------------------------------------------- |
| Antes da agregação                           |                                              |                                              |                                              |                                              |                                              |
| Ano                                          | 0-14 anos                                    | 15-24 anos                                   | 25-64 anos                                   | >= 65 anos                                   | Total                                        |
| 2001                                         | 56                                           | 60                                           | 195                                          | 118                                          | 429                                          |
| 2011                                         | 26                                           | 27                                           | 126                                          | 127                                          | 306                                          |
| Após a agregação                             |                                              |                                              |                                              |                                              |                                              |
| Ano                                          | 0-14 anos                                    | 15-24 anos                                   | 25-64 anos                                   | >= 65 anos                                   | Total                                        |
| 2021                                         | 17                                           | 16                                           | 103                                          | 122                                          | 258                                          |